# Marmurowe Wzgórza

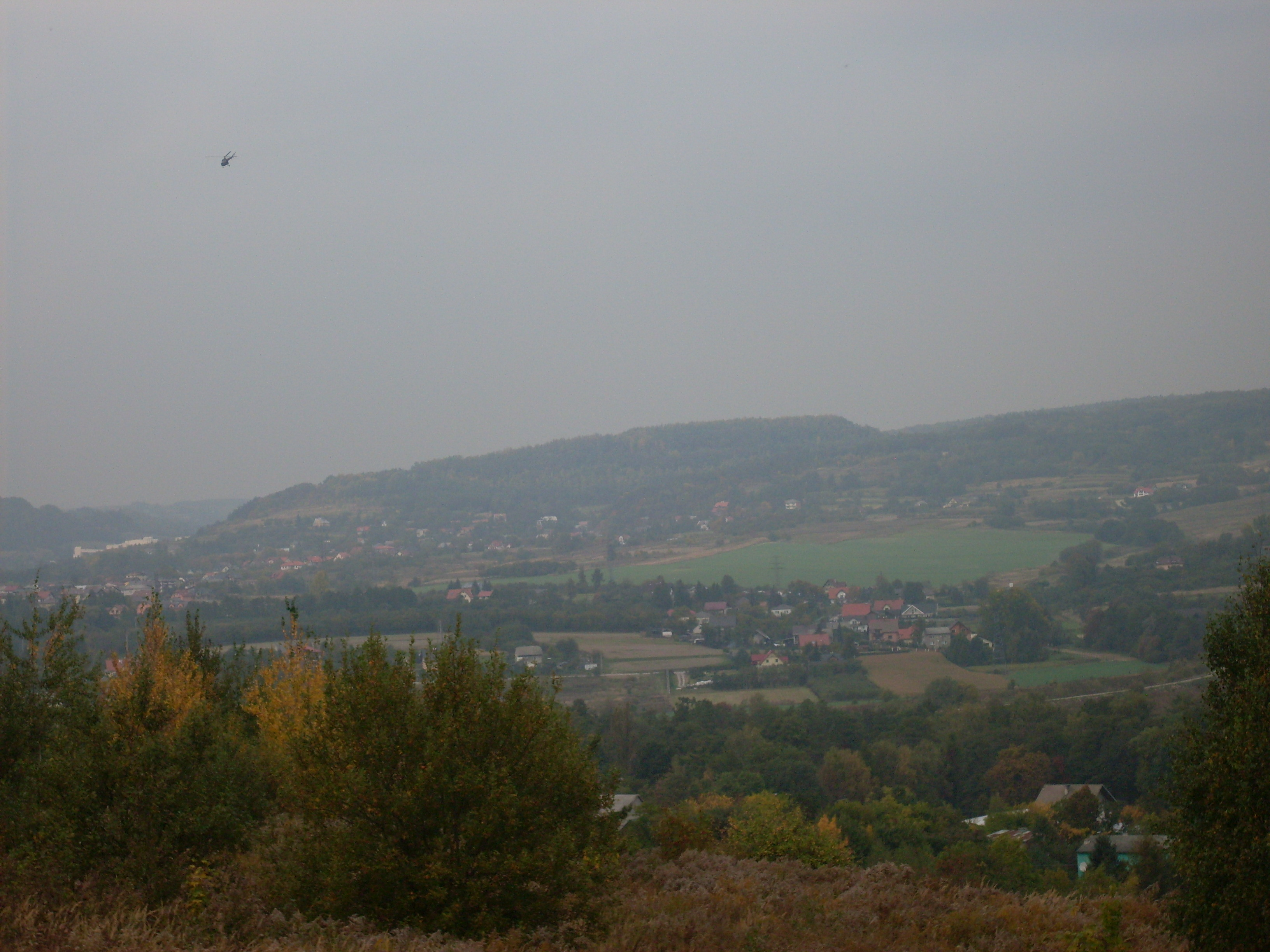
Widok na Marmurowe Wzgórza - od strony południowej

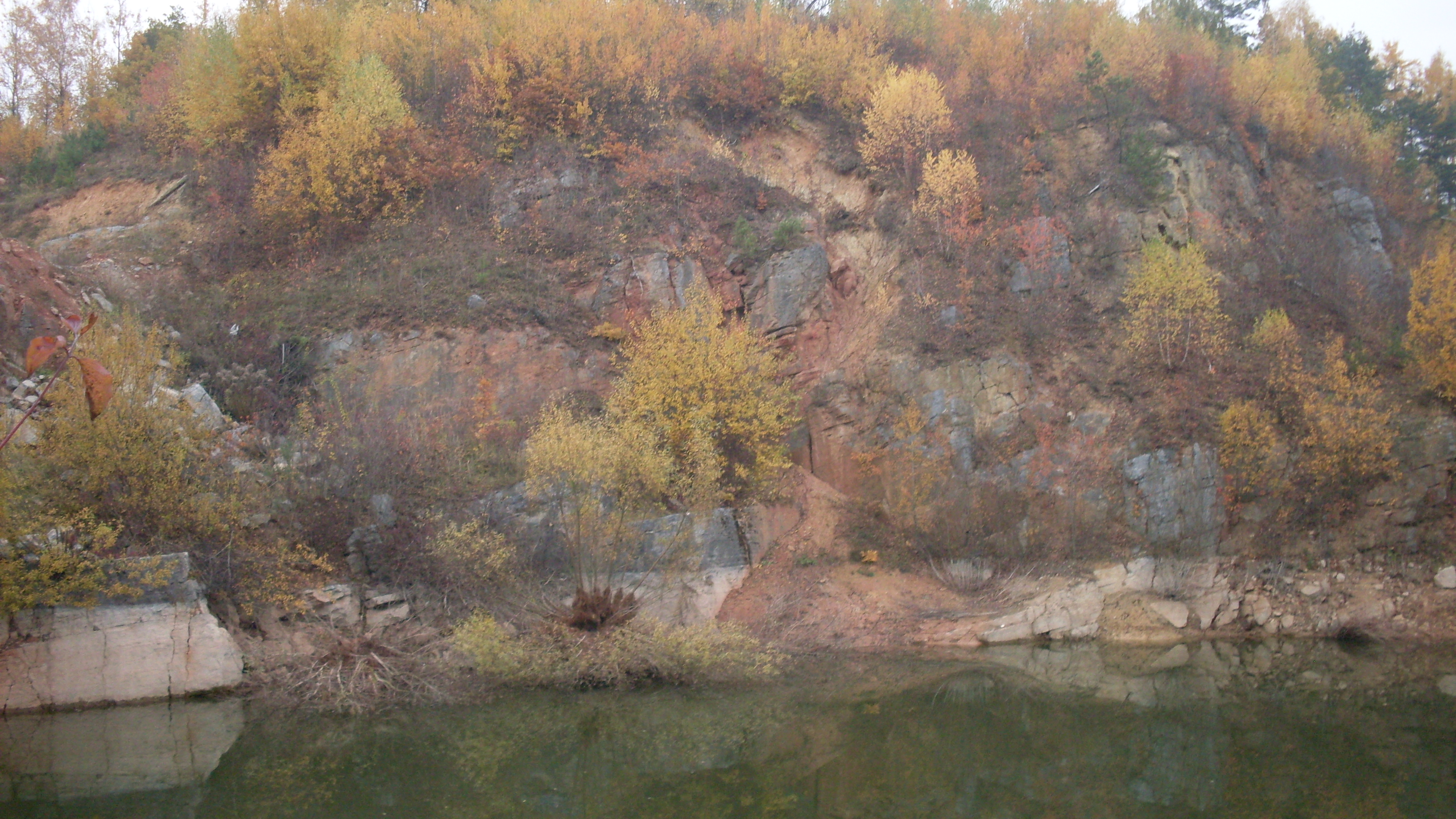
Karmelicka Góra

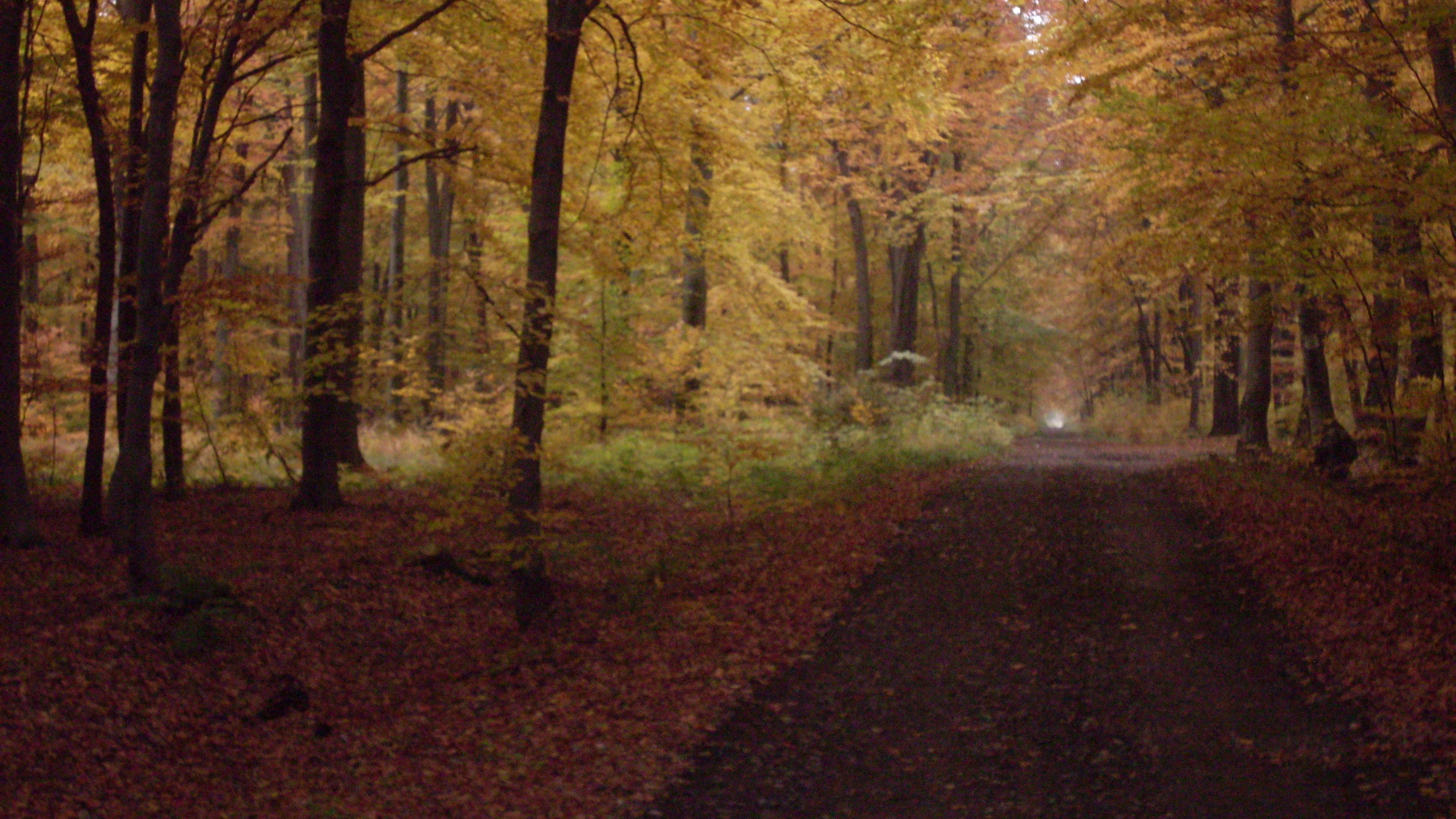
Siedlecka Droga

 Marmurowe Wzgórza – pasmo wzniesień na Wyżynie Olkuskiej na Wyżynie Krakowsko-Częstochowskiej w okolicach miejscowości Dębnik na terenie Parku Krajobrazowym Dolinki Krakowskie w województwie małopolskim.
Na wzgórzach znajdują się byłe oraz eksploatowane jeszcze kamieniołomy tzw. czarnego marmuru dębnickiego z okresu dewonu środkowego (w rzeczywistości są to wapienie), którego złoża eksploatowane są od średniowiecza do chwili obecnej.

## Lista wzniesień w Marmurowych Wzgórzach
- Boża Męka (457 m)
- Cekierowa Góra (428 m)
- Czarna Góra (422 m)
- Czerwona Góra (445 m)
- Zamczysko (ok. 428 m)
- Karmelicka Góra (445 m)
- Marmurowa Góra (429 m)
- Piaskowa Góra (425 m)
- Siwa Góra (447 m)
- Biała Góra (457 m)
- Borowa Góra (435 m)